# 达米恩·查泽雷
达米安·沙泽勒（英語：Damien Chazelle，1985年1月19日—）是一位美国男编剧和电影导演。他导演的第二部作品《爆裂鼓手》获得广泛赞誉，并获得第87届奥斯卡金像奖最佳影片提名和最佳改编剧本提名，以及第68届英国电影学院奖最佳导演提名和最佳原创剧本提名。2016年执导的浪漫歌舞片《爱乐之城》成为第73届威尼斯电影节开幕片，获得第74届金球奖最佳音乐喜剧片、最佳导演等7个奖，第69届美国导演工会奖最佳长片导演奖，获得第89届奥斯卡金像奖最佳影片、最佳导演、最佳原创剧本等14项提名，最終赢得最佳导演等6个獎項和第70屆英國電影學院獎最佳影片、最佳导演等5个奖。他也因此以时年32岁成为史上最年轻的奥斯卡最佳导演得主。

## 生平
沙泽勒于1985年生于罗德岛州的州府普罗维登斯，母亲西莉亞（原姓馬丁）是一位作家，任教于新泽西学院历史系；父亲是法国出生的计算机科学家貝爾納·查澤雷（Bernard Chazelle），任教于普林斯顿大学。夫妇俩还有一个女儿即查泽雷的妹妹名叫安娜，她是个女演员。
2007年毕业于哈佛大学电影制作专业，并在哈佛与贾丝明·麥克格萊德（Jasmine McGlade）相恋，贾丝明·麥克格萊德也是一位编剧和导演，两人于2010年结婚，2014年離婚；2018年9月他與女星奧莉薇亞·漢米頓（Olivia Hamilton）结婚。
2023年擔任第80屆威尼斯影展評審團主席。

## 作品列表

### 電影
| 年份 | 標題                         | 導演 | 編劇 | 監製 | 附註                                       |
| ---- | ---------------------------- | ---- | ---- | ---- | ------------------------------------------ |
| 2009 | 《公園長凳上的蓋伊和艾德琳》 | 是   | 是   | 是   |                                            |
| 2013 | 《最後大法師2》              | 否   | 是   | 否   | 兼故事                                     |
| 2013 | 《關鍵琴聲》                 | 否   | 是   | 否   |                                            |
| 2014 | 《爆裂鼓手》                 | 是   | 是   | 否   | 提名-奧斯卡最佳改編劇本獎                  |
| 2016 | 《科洛弗10號地窖》           | 否   | 是   | 否   |                                            |
| 2016 | 《樂來越愛你》               | 是   | 是   | 否   | 奧斯卡最佳導演獎 提名-奧斯卡最佳原創劇本獎 |
| 2018 | 《登月先鋒》                 | 是   | 否   | 是   |                                            |
| 2022 | 《巴比倫》                   | 是   | 是   | 否   |                                            |

### 電視
| 年份 | 標題         | 導演 | 編劇 | 監製 | 附註 |
| ---- | ------------ | ---- | ---- | ---- | ---- |
| 2020 | 《巴黎爵士》 | 是   | 否   | 是   |      |

## 相关人物
- 賈斯汀·赫維玆，作曲家，大学同学、合作伙伴